# Cal Crutchlow

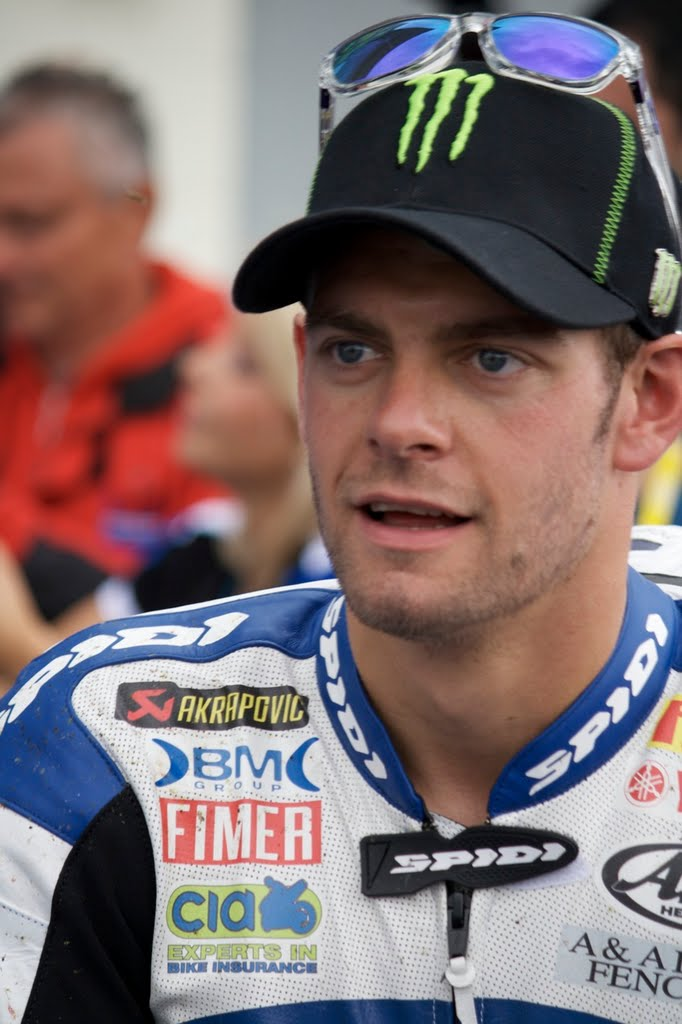
Cal Crutchlow 2010

Cal Crutchlow (* 29. Oktober 1985 in Coventry) ist ein britischer Motorradrennfahrer.
Seit der Saison 2015 geht er für das CWM LCR Honda-Team in der MotoGP-Klasse der Motorrad-Weltmeisterschaft an den Start.

## Karriere

### Anfänge
Obwohl sein Vater Derek selbst Motorradrennfahrer war und Cal Crutchlow von frühester Kindheit an mit seiner Familie europaweit dessen Rennen besuchte, interessierte sich der Brite anfangs nicht für den Motorradsport. Stattdessen spielte er Fußball und hatte Probetrainings u. a. bei Coventry City und Aston Villa. Im Frühjahr 1999 saß er zum ersten Mal auf einem Motorrad und war davon so begeistert, dass er bereits eine Woche später auf einer Aprilia RS125, die ihm sein Vater sogleich gekauft hatte, an zwei Rennen der UK Junior Challenge in Darley Moor teilnahm. Crutchlow belegte dabei die Ränge eins und zwei, lernte im Saisonverlauf stetig hinzu und gewann die Meisterschaft mit neun Siegen, sechs zweiten und drei dritten Rängen.
2000 startete Cal Crutchlow in der Aprilia 125 Challenge, die im Rahmenprogramm der British Superbike Championship ausgetragen wurde. Der Brite trat dabei gegen spätere Größen wie Casey Stoner oder Chaz Davies an und erreichte stetig Platzierungen unter den besten zehn, was ihm zu Rang fünf in der Gesamtwertung und Rang drei in seiner Altersgruppe verhalf. In der folgenden Saison trat Crutchlow in der Meisterschaft mit der Vorjahresmaschine von Chaz Davies an, die er dank der Unterstützung eines Sponsors kaufen konnte. Zu Saisonbeginn wurde er in die ACU Road Race Academy, eine Organisation zur Unterstützung junger Rennfahrer, aufgenommen. Der Brite startete gut in die Saison, brach sich jedoch bei einem Unfall in Brands Hatch ein Ellbogengelenk, was fast das Saisonende bedeutet hätte. Crutchlow beendete die Meisterschaft mit 17 Podestplätzen aus 22 Rennen dennoch als Sieger.
In der Saison 2002 trat Cal Crutchlow an der Seite von Tom Sykes auf einer Suzuki GSX-R 600 des neu formierten Teams Tech2 in der Junior Superstock Championship an. Er war jüngster Starter der Serie und fuhr erstmals auf einer Viertaktmaschine, dennoch belegte der Brite am Saisonende den vierten Gesamtrang.
2003 wollte Cal Crutchlow für Tech2 in der British Supersport Championship antreten, was wegen finanzieller Schwierigkeiten nicht realisiert werden konnte. Der Brite wurde darüber erst sechs Wochen vor Saisonbeginn informiert und konnte deshalb nicht das notwendige Sponsorengeld für den Start in einem anderen Team aufbringen, weshalb er sich dazu entschied, im Markenpokal Virgin Mobile Yamaha R6 Cup zu starten. Crutchlow ging etwas übermotiviert in die Saison und fiel bei drei der ersten sechs Läufe durch Sturz aus. Am Saisonende belegte er dennoch mit vier Siegen und insgesamt neun Podestplätzen den zweiten Meisterschaftsrang hinter Tommy Hill, was ihm einen Platz im Team Northpoint Ekerold Honda für 2004 einbrachte.

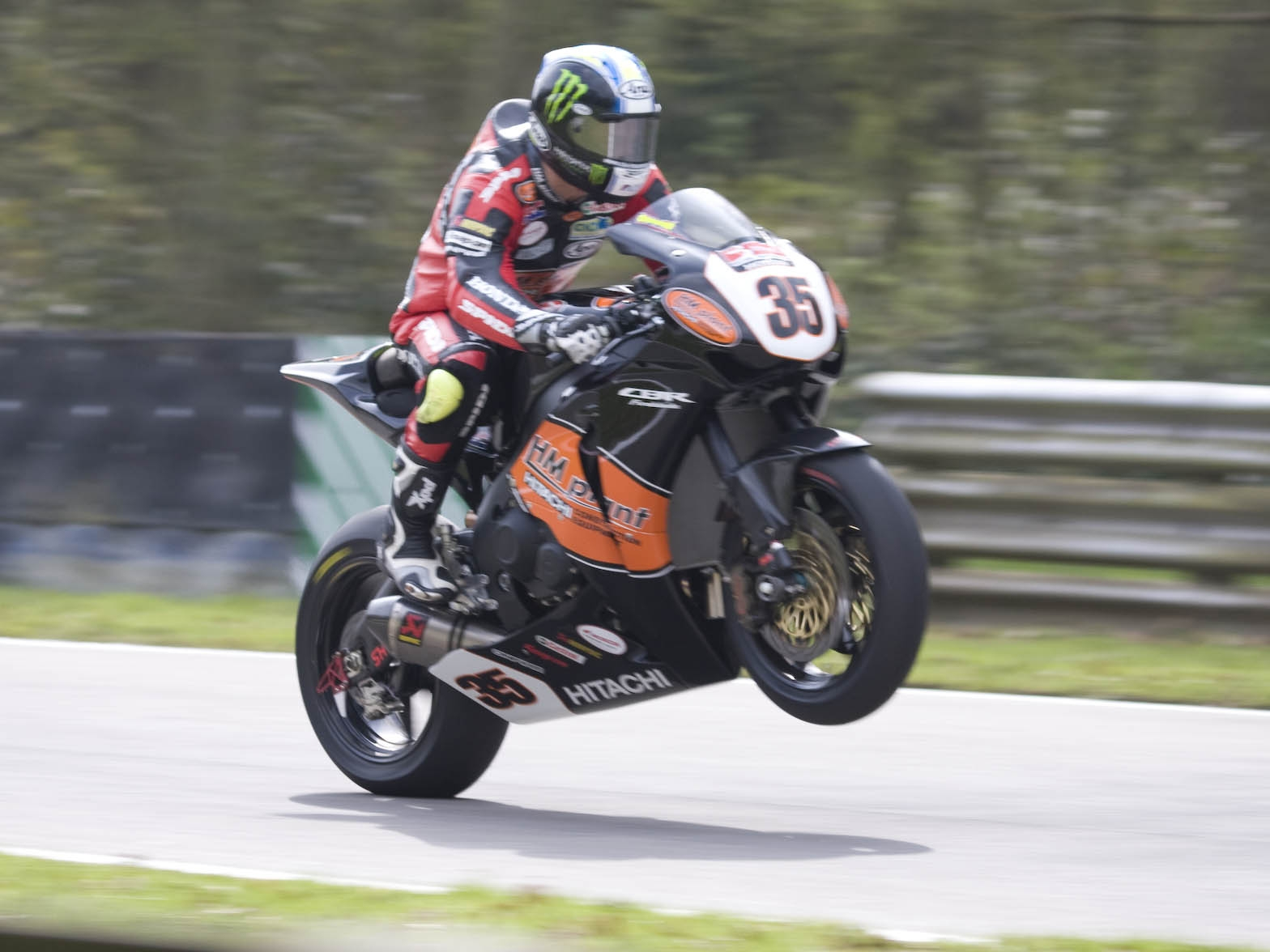
Crutchlow 2008 auf HM-Plant-Honda

### Britische Meisterschaft (2004–2008)
Von 2004 bis 2006 startete Cal Crutchlow für das werksunterstützte Team Northpoint Ekerold Honda auf Honda CBR 600 in der British Supersport Championship. Im ersten Jahr belegte er mit konstanten Platzierungen unter den besten zehn den zehnten Gesamtrang. 2005 wurde er mit zwei Siegen und insgesamt sechs Podestplätzen ex-aequo mit Stuart Easton Gesamt-Dritter. Im Jahr 2006 gewann Crutchlow mit sechs Siegen und insgesamt elf Podestplätzen in 13 Rennen die Meisterschaft mit großem Vorsprung vor Tom Sykes.
Bereits 2005 feierte Cal Crutchlow als Wildcard-Pilot sein Debüt in der Superbike-Weltmeisterschaft. Er startete in Silverstone und Brands Hatch und verbuchte dabei einen Ausfall und einen zehnten Rang. Auch 2006 ging er mit einer Wildcard in Brands Hatch an den Start und wurde dabei Fünfter.
Zur Saison 2007 wechselte Crutchlow in die britische Superbike-Meisterschaft, wo er für das Rizla-Suzuki-Team an der Seite des viermaligen Meisters Chris Walker an den Start ging. In Croft fuhr er seine erste Pole-Position ein, in Brands Hatch gelang dem Briten sein erster Podestplatz. Die Meisterschaft schloss er als Neunter ab.
2008 wechselte Cal Crutchlow zu HM Plant Honda, wo er mit Leon Haslam ein Team bildete. Beim zweiten Lauf der zweiten Saisonveranstaltung in Thruxton gelang ihm sein erster Sieg in der Meisterschaft. Beim folgenden Rennwochenende in Oulton Park ging er von der Pole-Position in die Rennen, stürzte aber in Lauf zwei und zog sich dabei eine Sprunggelenksverletzung zu. Im weiteren Saisonverlauf gelangen Crutchlow ein Sieg sowie neun weitere Podestplätze, die ihn hinter Shane Byrne und Leon Haslam auf den dritten Rang in der Gesamtwertung brachten.
Sein Debüt in der Superbike-Weltmeisterschaft gab Cal Crutchlow 2008 als Wildcard-Pilot beim Europa-Lauf, der in Donington Park ausgetragen wurde. Während er im ersten Lauf ausfiel, wurde er im zweiten Rennen des Tages hinter dem Japaner Ryūichi Kiyonari Zweiter. Beim letzten Saisonrennen im portugiesischen Portimão, an dem das HM-Plant-Team ebenfalls mit Wildcards teilnahm, schied der Brite im ersten Rennen ebenfalls aus und belegte im zweiten Lauf den neunten Platz.

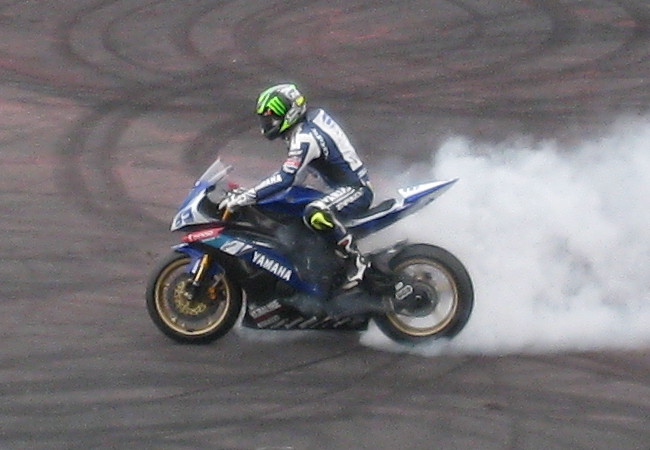
Crutchlow 2009 auf Yamaha nach seinem Sieg am Nürburgring

### Supersport-Weltmeisterschaft (2009)
Bereits am 23. September 2008 wurde bestätigt, dass Crutchlow 2009 in der Supersport-Weltmeisterschaft für das Yamaha-Werksteam Yamaha World Supersport Team von Wilco Zeelenberg antreten würde. Sein Teamkollege war der Weltmeister der Saison 2002, Fabien Foret aus Frankreich.
Crutchlow startete mit den Rängen vier und drei in Australien und Katar in die Saison. Beim dritten Lauf auf dem Circuit Ricardo Tormo in Valencia gelang ihm sein erster Sieg, danach erreichte er sechs Podestplätze in Folge, darunter drei weitere Siege. Beim Rennen im tschechischen Brünn schied Crutchlow mit einem technischen Defekt aus. Ein weiterer Sieg am Nürburgring und Rang zwei im französischen Magny-Cours verschafften dem Briten vor dem letzten Saisonlauf in Portimão einen Vorsprung von 19 Punkten auf seinen ärgsten Verfolgen, den irischen Honda-Piloten Eugene Laverty. Cal Crutchlow fuhr an seinem 24. Geburtstag einen sicheren vierten Rang ein und sicherte sich damit mit sieben Zählern Vorsprung auf Laverty, der das Rennen gewann, den Titel.
Insgesamt konnte der Brite in dieser Saison bei 14 Rennen fünf Siege sowie drei zweite und zwei dritte Plätze einfahren. Er fuhr zehn Mal auf die Pole-Position und drehte neun Mal die schnellste Rennrunde.

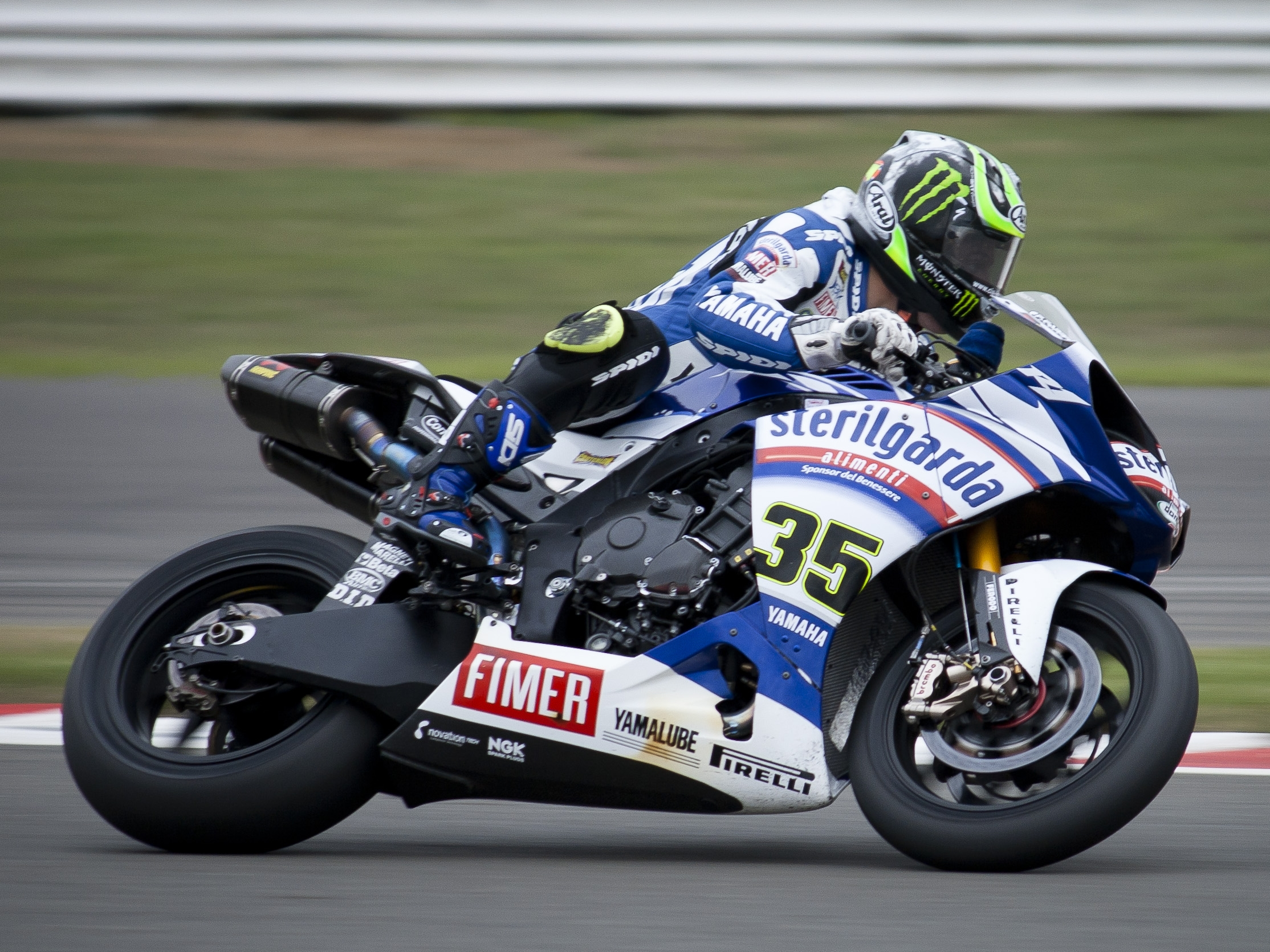
Cal Crutchlow 2010 auf Yamaha YZF-R1

### Superbike-Weltmeisterschaft (2010)
Durch seine erfolgreiche Saison in der Supersport-WM hatte Cal Crutchlow für 2010 einige Optionen. So wurden ihm Plätze in der Superbike-Weltmeisterschaft sowie der neu geschaffenen Moto2-Klasse der Motorrad-Weltmeisterschaft angeboten. Er entschied sich letztendlich für ein Angebot des Yamaha Sterilgarda Team von Massimo Meregalli, für das er 2010 auf Yamaha YZF-R1 in der Superbike-WM an den Start ging. Sein Teamkollege war Landsmann und Doppelweltmeister James Toseland.
Beim zweiten Rennwochenende der Saison in Portimão fuhr Crutchlow erstmals auf die Pole-Position, im zweiten Rennen konnte er sich mit Rang drei den ersten Podestplatz seiner Superbike-WM-Laufbahn sichern. An den folgenden sieben Veranstaltungen erreichte der Brite drei weitere dritte Ränge, zwei Poles sowie konstante Platzierungen unter den besten zehn. Beim Großbritannien-Lauf, der in Silverstone stattfand, erreichte Cal Crutchlow die Maximalausbeute. Er fuhr auf die Pole-Position und gewann beide Läufe jeweils mit der schnellsten Rennrunde. In den verbleibenden sechs Saisonläufen gelang dem Briten ein weiterer Sieg, ein zweiter sowie zwei dritte Plätze.
Crutchlow konnte 2010 in 26 Rennen drei Siege, einen zweiten und sechs dritte Ränge sowie acht schnellste Rennrunden feiern. Bei 13 Veranstaltungen fuhr er sechs Mal auf die Pole-Position, öfter als jeder anderer Fahrer in der Saison. Der Brite belegte mit 284 Zählern Rang fünf in der Gesamtwertung, war damit bester Yamaha-Pilot und hatte im Endklassement beinahe 100 Zähler Vorsprung auf seinen erfahrenen Teamkollegen Toseland.

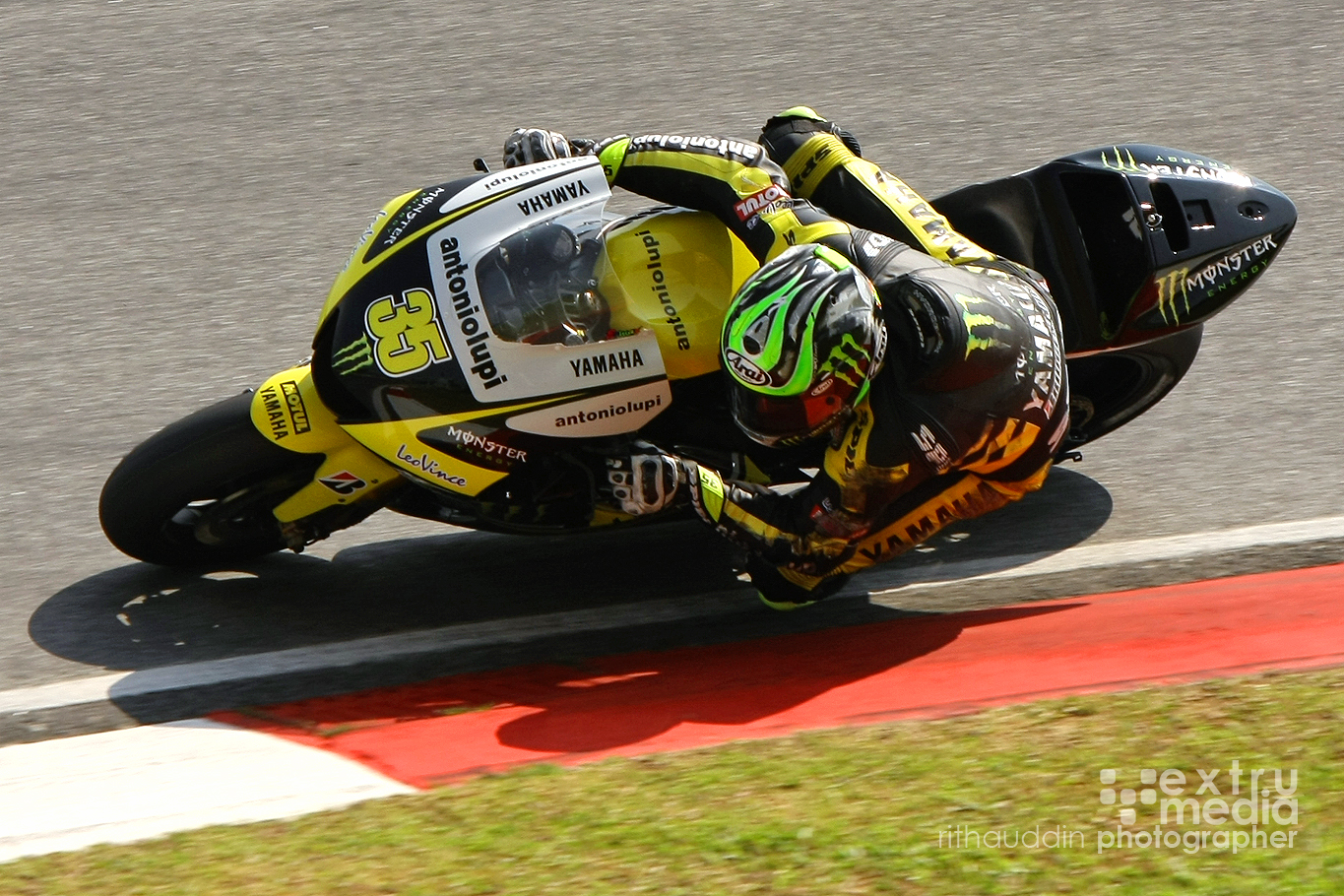
Crutchlow 2011 auf Tech-3-Yamaha

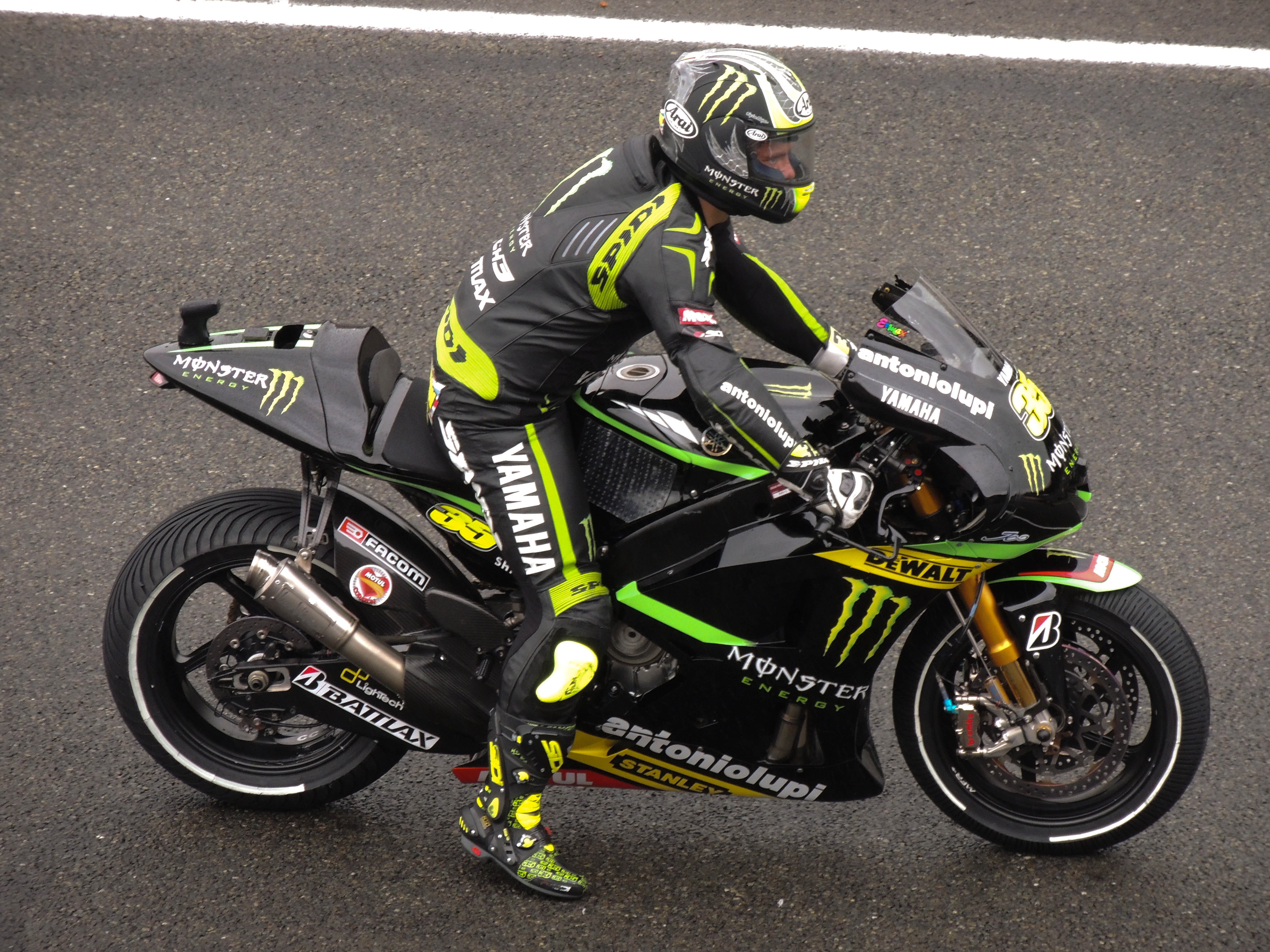
Crutchlow 2013

### MotoGP-Klasse
Im September 2010 wurde von Yamaha Crutchlows Wechsel in die MotoGP-Klasse der Motorrad-Weltmeisterschaft offiziell bekanntgegeben. Der 170 cm große Brite ging 2011 im französischen Privatteam Tech 3 an den Start und pilotierte im ersten Jahr an der Seite des erfahrenen US-Amerikaners Colin Edwards eine Yamaha YZR-M1. Er erreichte regelmäßig die Punkteränge und fuhr seine beste Saisonplatzierung beim letzten Rennen des Jahres, dem Großen Preis von Valencia ein, als er hinter Casey Stoner (Honda), Ben Spies (Yamaha) und Andrea Dovizioso (Honda) den vierten Platz belegte und bester Privatfahrer wurde. Im Gesamtklassement 2011 belegte Crutchlow mit 57 Zählern den 13. Rang.
Auch in der Saison 2012 blieb der Brite bei Tech-3-Yamaha und bildete zusammen mit Andrea Dovizioso die Fahrerpaarung. Crutchlow beendete die ersten zehn Saisonrennen jeweils unter den besten acht. In der zweiten Saisonhälfte waren seine Leistungen inkonstanter. Er hatte in acht Rennen fünf Ausfälle zu verzeichnen, fuhr aber dennoch beim Großen Preis von Tschechien in Brünn und beim Grand Prix von Australien in Phillip Island jeweils auf Rang drei.
In der Saison 2013 startet Cal Crutchlow wiederum auf Tech-3-Yamaha. Sein Teamkollege ist in diesem Jahr der Brite Bradley Smith, der aus der Moto2-Kategorie aufstieg. In den ersten neun Saisonrennen konnte Crutchlow vier Podiumsplatzierungen verzeichnen, darunter Rang zwei beim Grand Prix von Frankreich in Le Mans und beim Großen Preis von Deutschland auf dem Sachsenring.
Im August 2013 wurde bekannt, dass Cal Crutchlow ab der Saison 2014 für das Ducati-Werksteam in der MotoGP-Klasse an den Start gehen wird. Es wurde ein Zweijahresvertrag unterschrieben.
Nach einer enttäuschenden Saison 2014, in der Crutchlow am Ende mit 74 Punkten nur Platz 13 belegen konnte, nutze Crutchlow seine Ausstiegsklausel und wechselte zur Saison 2015 zum CWM-LCR-Honda-Team von Lucio Cecchinello, wo er den Platz von Stefan Bradl einnahm. Sein Platz im Ducati-Werksteam wurde mit Andrea Iannone besetzt. In diesem Jahr gelang Crutchlow mit einem dritten Platz in Argentinien wieder ein Podestplatz. Die Saison schloss er als Gesamtachter mit 125 Punkten ab.
2016 konnte Crutchlow beim verregneten Großen Preis von Tschechien in Brno seinen ersten Sieg feiern. Damit war Crutchlow der erste britische Fahrer seit Barry Sheene 1981 in Schweden siegte. Zudem war es der erste Sieg für das LCR-Team, das 2006 in die MotoGP-Klasse eingestiegen war. Einen weiteren Sieg konnte er in Australien einfahren. Am Jahresende wurde er Siebter mit 141 Punkten.
Auch 2017 blieb Crutchlow LCR treu und schloss die Saison als Neunter ab.
2021 wurde Crutchlow Testfahrer bei Yamaha und kam als Ersatzfahrer sogar zu vier Rennteilnahmen.
In der Saison 2022 bestritt Crutchlow als Ersatz für den zurückgetretenen Andrea Dovizioso sogar sechs Rennen für das Yamaha RNF-Team. Dabei holte der Brite 10 WM-Punkte.

## Statistik

### Erfolge
- 1999 – UK Junior Challenge – Meister
- 2001 – Aprilia RS 125 Challenge – Meister
- 2006 – British Supersport Championship – Northpoint Ekerold Honda, Meister, 161 Punkte (6 Siege, 10 Podien)
- 2009 – Supersport-Weltmeister auf Yamaha
- 2011 – MotoGP-Rookie of the Year auf Yamaha

### In der Supersport-Weltmeisterschaft
| Saison | Team                         | Motorrad         | Rennen | Siege | Zweiter | Dritter | Poles | Schn. Runden | Punkte | Ergebnis    |
| ------ | ---------------------------- | ---------------- | ------ | ----- | ------- | ------- | ----- | ------------ | ------ | ----------- |
| 2005   | Northpoint Ekerold Honda     | Honda CBR 600 RR | 2      | –     | –       | –       | –     | –            | 6      | 27.         |
| 2006   | Northpoint Ekerold Honda     | Honda CBR 600 RR | 1      | –     | –       | –       | –     | –            | 11     | 29.         |
| 2009   | Yamaha World Supersport Team | Yamaha YZF-R6    | 14     | 5     | 3       | 2       | 10    | 9            | 243    | Weltmeister |
| Gesamt | Gesamt                       | Gesamt           | 17     | 5     | 3       | 2       | 10    | 9            | 260    |             |

### In der Superbike-Weltmeisterschaft
| Saison | Team                    | Motorrad        | Rennen | Siege | Zweiter | Dritter | Poles | Schn. Runden | Punkte | Ergebnis |
| ------ | ----------------------- | --------------- | ------ | ----- | ------- | ------- | ----- | ------------ | ------ | -------- |
| 2008   | HM Plant Honda          | Honda CBR1000RR | 4      | –     | 1       | –       | –     | –            | 27     | 23.      |
| 2010   | Yamaha Sterilgarda Team | Yamaha YZF-R1   | 26     | 3     | 1       | 6       | 6     | 8            | 284    | 5.       |
| Gesamt | Gesamt                  | Gesamt          | 30     | 3     | 2       | 6       | 6     | 8            | 311    |          |

### In der Motorrad-Weltmeisterschaft
(Stand: Saisonende 2023)
| Saison | Klasse | Team                         | Motorrad                | Rennen | Siege | Zweiter | Dritter | Poles | Schn. Runden | Punkte | Ergebnis |
| ------ | ------ | ---------------------------- | ----------------------- | ------ | ----- | ------- | ------- | ----- | ------------ | ------ | -------- |
| 2011   | MotoGP | Monster Yamaha Tech 3        | Yamaha YZR-M1           | 16     | –     | –       | –       | –     | –            | 70     | 12.      |
| 2012   | MotoGP | Monster Yamaha Tech 3        | Yamaha YZR-M1           | 18     | –     | –       | 2       | –     | 1            | 151    | 7.       |
| 2013   | MotoGP | Monster Yamaha Tech 3        | Yamaha YZR-M1           | 18     | –     | 2       | 2       | 2     | –            | 188    | 5.       |
| 2014   | MotoGP | Ducati MotoGP Team           | Ducati Desmosedici GP14 | 17     | –     | –       | 1       | –     | –            | 74     | 13.      |
| 2015   | MotoGP | LCR Honda MotoGP             | Honda RC213V            | 18     | –     | –       | 1       | –     | –            | 125    | 8.       |
| 2016   | MotoGP | LCR Honda                    | Honda RC213V            | 18     | 2     | 2       | –       | 1     | 3            | 141    | 7.       |
| 2017   | MotoGP | LCR Honda                    | Honda RC213V            | 18     | –     | –       | 1       | –     | –            | 112    | 9.       |
| 2018   | MotoGP | LCR Honda Castrol            | Honda RC213V            | 15     | 1     | 1       | 1       | 1     | –            | 148    | 7.       |
| 2019   | MotoGP | LCR Honda Castrol            | Honda RC213V            | 19     | –     | 1       | 2       | –     | –            | 133    | 9.       |
| 2020   | MotoGP | LCR Honda Castrol            | Honda RC213V            | 11     | –     | –       | –       | –     | –            | 32     | 18.      |
| 2021   | MotoGP | Petronas Yamaha SRT          | Yamaha YZR-M1           | 2      | –     | –       | –       | –     | –            | 0      | 28.      |
| 2021   | MotoGP | Monster Energy Yamaha MotoGP | Yamaha YZR-M1           | 2      | –     | –       | –       | –     | –            | 0      | 28.      |
| 2021   | MotoGP | Gesamtergebnis 2021          | Gesamtergebnis 2021     | 4      | –     | –       | –       | –     | –            | 0      | 28.      |
| 2022   | MotoGP | WithU Yamaha RNF MotoGP Team | Yamaha YZR-M1           | 4      | –     | –       | –       | –     | –            | 10     | 25.      |
| 2023   | MotoGP | Yamalube RS4GP Racing Team   | Yamaha YZR-M1           | 1      | –     | –       | –       | –     | –            | 3      | 29.      |
| Gesamt | Gesamt | Gesamt                       | Gesamt                  | 179    | 3     | 6       | 10      | 4     | 4            | 1187   |          |

Grand-Prix-Siege
| Saison | Klasse | Rennen                |
| ------ | ------ | --------------------- |
| 2016   | MotoGP | Tschechien Australien |
| 2018   | MotoGP | Argentinien           |

## Verweise